# Rank (album)
Pour les articles homonymes, voir Rank.
Albums de The Smiths
Strangeways, Here We Come
(1987)
Rank est l'unique album live du groupe The Smiths. Enregistré à Londres le 23 octobre 1986 au National Ballroom dans le quartier de Kilburn par la BBC. Il est édité par Rough Trade en 1988, après la séparation du groupe.

## Musiciens
- Morrissey - chant
- Johnny Marr - guitares
- Andy Rourke - guitare basse
- Mike Joyce - batterie
- Craig Gannon - guitares additionnelles

## Titres
Tous les titres sont signés Morrissey et Johnny Marr, sauf The Draize Train écrit par le seul Johnny Marr. Le morceau Rusholme Ruffians comporte un extrait de (Marie's The Name) His Latest Flame, une chanson d'Elvis Presley composé par Doc Pomus et Mort Shuman.

### Face A
1. The Queen Is Dead
2. Panic
3. Vicar in a Tutu
4. Ask
5. Rusholme Ruffians
6. The Boy with the Thorn in His Side
7. What She Said

### Face B
1. Is It Really So Strange?
2. Cemetry Gates
3. London
4. I Know It's Over
5. The Draize Train
6. Still Ill
7. Bigmouth Strikes Again